# Rudolph Sohm
Gotthold Julius Rudolph Sohm (n. 29 octombrie 1841, Rostock, Mecklenburg-Schwerin, Confederația Germană – d. 16 mai 1917, Leipzig, Imperiul German) a fost un jurist și canonist german, specialist în istoria dreptului ecleziastic.

## Biografie
Sohm a studiat dreptul din 1860 până în 1864 la universitățile din Rostock, Berlin și  Heidelberg. La Rostock, Sohm obține titlul de doctor în drept în anul 1864. Din 1870 este profesor de drept la universitatea din Freiburg, unde a locuit în  Luisenstraße Nr. 5.. Din 1872 activează ca profesor de drept german și drept canonic la Universitatea din Strasbourg unde din 1882 devine și rector.
Din 1887 este profesor de drept german la Leipzig unde elaborează printre altele și tratatele de drept civil german. Împreună cu Friedrich Naumann și Caspar René Gregory fondează Asociația Național-Socialistă care reprezenta creștinismul social german de factură protestantă. S-a pensionat în 1917.
Walter Simons a fost unul dintre cei mai renumiți elevi pe care i-a avut.

## Opera
A reprezentat cu strictețe creștinismul luteran confesionalist. Tezele lui Sohm despre bazele dreptului canonic luteran evanghelich pornesc cea mai mare dispută pe această temă din istoria protestantismului german: cea dintre Sohm și Adolf von Harnack.

## Distincții
Sohm a fost distins cu titlul de doctor honoris causa de către nenumărate facultăți, inclutând pe cele de teologie. În 1916 a obținut ordinul Pour le Mérite.

## Opere
- Die Lehre vom subpignus. Stiller, Rostock 1864 (Dissertation, Universität Rostock, 1864; Digitalisat).
- Über die Entstehung der Lex Ribuaria. Böhlau, Weimar 1866 (Habilitationsschrift, Universität Göttingen, 1866; Digitalisat).
- Der Prozess der Lex Salica. Böhlau, Weimar 1867 (Digitalisat)
- Das Recht der Eheschließung aus dem deutschen und canonischen Recht geschichtlich entwickelt. Eine Antwort auf die Frage nach dem Verhältnis der kirchlichen Trauung zur Civilehe. Böhlau, Weimar 1975 (Digitalisat)
- Institutionen des römischen Rechts. Duncker & Humblot, Leipzig 1884 (Digitalisat).
- Kirchengeschichte im Grundriß. Böhme, Leipzig 1888 (Digitalisat der 2. Auflage 1888).
- Kirchenrecht. 2 Bände. Duncker & Humblot, München 1892/1923.
- Wesen und Ursprung des Katholizismus (= Abhandlungen der Philologisch-historischen Klasse der Königlich-Sächsischen Gesellschaft der Wissenschaften. Bd. 27, Nr. 10). Teubner, Leipzig 1909.